# Амвросий (Келембет)
Архиепи́скоп Амвро́сий (в миру Андрей Петрович Келембет; 1745, Чернухи — 4 июля 1825, Мгарский монастырь) — архиепископ Тобольский и Сибирский.

## Биография
Родился около 1750 года в местечке Чернухи Лоховицкого уезда Полтавской губернии в семье диакона.
В 1763 году он бежал из дома, добрался со случайным попутчиком до Киева, где добился зачисления в духовное училище при Киево-Могилянской академии .
В 1777 года окончил Киево-Могилянскую академию и был оставлен в ней преподавателем латинского языка.
В 1777 году, по предложению знавшего его лично митрополита Киевского Гавриила (Кременецкого), принял монашество и был назначен лаврским ризничим. Воспитан он был в строгих правилах монашеской жизни.
С 1791 года — префект Киевской академии.
С 1793 года — архимандрит, ректор Воронежской семинарии.
С 1796 года — ректор Новгородской семинарии и настоятель Новгородского Антониева монастыря.
В 1797 году — архимандрит Новгородского Юрьева монастыря.
13 ноября 1799 года хиротонисан во епископа Оренбургского и Уфимского.
В своей деятельности преосвященный Амвросий не прибегал к жёстким мерам. Он постепенно и последовательно занимался делом устроения вновь учрежденной епархии. Ему пришлось быть основоположником главнейших епархиальных учреждений, в том числе и консистории. При нём в Уфе был открыт Успенский монастырь (1800 г.) и Оренбургская духовная семинария.
В 1803 году были открыты три духовных училища при духовных правлениях: Оренбургском, Бугульминском и Мензелинском.
За шесть лет управления Оренбургской епархией он снискал себе славу добрейшего пастыря.
С 25 мая 1806 года — архиепископ Тобольский и Сибирский.
18 ноября 1806 года награждён орденом Святой Анны 1 степени.
21 декабря 1822 года уволен на покой в Мгарский Спасо-Преображенский монастырь Полтавской губернии.
Это был несколько простоватый, добрейший, хотя и вспыльчивый, человек. Простота его, некоторая неловкость и неповоротливость в движениях давали повод окружающим шутить над ним. И даже распространилось изречение — «это второй Келембет» — когда кого-то хотели представить простаком.
Евгений (Болховитинов) говорил о нём, что хотя «Амвросий и человек простой, но драгоценно в нем то, что он человек добрый».
Преосвященный был общительный, разговорчивый, а также большой хлебосол. Такие качества снискали ему любовь среди окружавших его лиц, всегда находивших у него радушный приём.
Он с великой любовью и состраданием принял в свою епархию архимандрита (позднее митрополита) Филарета (Амфитеатрова) в трудное для последнего время и был для него истинным благодетелем.
Скончался 4 июля 1825 года и был погребён в храме Мгарского Спасо-Преображенского монастыря.